# Hubergroup
Die MHM Holding GmbH (Eigenbezeichnung hubergroup) ist ein internationaler Hersteller von Druckfarben und Spezialchemie. Das Familienunternehmen hat seinen Hauptsitz in Kirchheim bei München.

## Geschichte
Im Jahr 1765 meldete Mathias Mittermayr seine ersten Patente zur Produktion von Naturfarben an.
1780 übernahm zunächst Georg Huber, der Schwiegersohn von Mittermayr, das Geschäft und expandierte. Im Jahr 1815 übergab er das Unternehmen seinem Sohn Michael Huber. Unter Michael Huber wurde es zum ersten Druckfarbenhersteller Deutschlands, und unter dem Namen Michael Huber München wurde das Unternehmen in den Folgejahren international bekannt.
Der Hauptsitz ders Unternehmens wurde 1965 von Haidhausen nach Kirchheim-Heimstetten verlagert.
In den 1990er und 2000er Jahren wurde Hubergroup durch neue Standorte in Europa, Südamerika und Asien Teil des internationalen Druckfarbenmarkts. Die 2006 übernommene Micro Inks Ltd. produziert einen Großteil der Rohstoffe für die Druckfarben. 2019 verkündete das Unternehmen die Schließung des Produktionsstandortes in Heimstetten, um diesen nach Niedersachsen und Polen zu verlagern. Der Hauptsitz bleibt weiterhin im Raum München.
Im Jahr 2020 gründete die hubergroup neben der Division Print Solutions eine eigene Chemie-Division.
Im September 2023 teilte die hubergroup mit, in Deutschland 300 Arbeitsplätze abbauen zu wollen.

## Unternehmensdaten
Hubergroup produziert jährlich ca. 200.000 Tonnen Druckfarbe an insgesamt 10 Produktionsstätten. Der Umsatz im Jahr 2021 betrug 704 Mio. Euro. Hubergroup beschäftigt 3500 Mitarbeiter an 29 Standorten. Vorsitzender der Geschäftsführung ist Heiner Klokkers.
Das Unternehmen teilt sich in die Bereiche Print Solutions und Chemicals.

## Geschäftsbereiche
Der Geschäftsbereich Print Solutions stellt Druckfarben, Lacke und Druckhilfsmittel für den Verpackungs-, Akzidenz- und Zeitungsdruck her. Darüber hinaus produziert die zugehörige Tochtergesellschaft Gleitsmann Security Inks Sicherheitsdruckfarben.
Die Chemicals Division ist eine eigene Sparte innerhalb der hubergroup. Der zentrale Standort mit zwei Werken befindet sich in Indien. Produziert werden dort unter anderem Spezialchemikalien wie Harze, Folienklebstoffe, Pigmente und Zusatzmittel.

## Zertifizierung
Hubergroup kooperiert mit Organisationen wie Cradle to Cradle, Ceflex, Ingede oder Epea.
Hubergroup verfügt über Qualitäts-, Energie-, HACCP- und Arbeitsschutz-Managementsysteme.